# Bragassargues
Bragassargues é uma comuna francesa na região administrativa de Occitânia, no departamento de Gard. Estende-se por uma área de 7,49 km². Em 2010 a comuna tinha 173 habitantes (densidade: 23,1 hab./km²).